# Colligny-Maizery
Colligny-Maizery község Franciaország Grand Est régiójában, Moselle megyében. Új községként 2016. június 1-jén jött létre Colligny és Maizery korábbi község egyesítésével.

## Népesség
| Lakosok száma | 577  | 575  | 567  | 568  | 564  | 564  |
|               | 2017 | 2018 | 2019 | 2020 | 2021 | 2022 |